# Смитон (Пенсилванија)
Смитон (енгл. Smithton) град је у америчкој савезној држави Пенсилванија.

## Демографија
По попису из 2010. године број становника је 399, што је 45 (-10,1%) становника мање него 2000. године.
| Група             | 2000.       | 2010.       |
| Белци             | 440 (99,1%) | 390 (97,7%) |
| Афроамериканци    | 0 (0,0%)    | 0 (0,0%)    |
| Азијати           | 0 (0,0%)    | 2 (0,5%)    |
| Хиспаноамериканци | 0 (0,0%)    | 7 (1,8%)    |
| Укупно            | 444         | 399         |